# NGC 520

NGC 520

NGC 520 هو عبارة عن زوح من المجرات الحلزونية المتصادمة يقع على بعد يقارب 90 مليون سنة ضوئية، في كوكبة الحوت. ويحتوي على نواة من الهيدروجين الثنائي

## معرض الصور

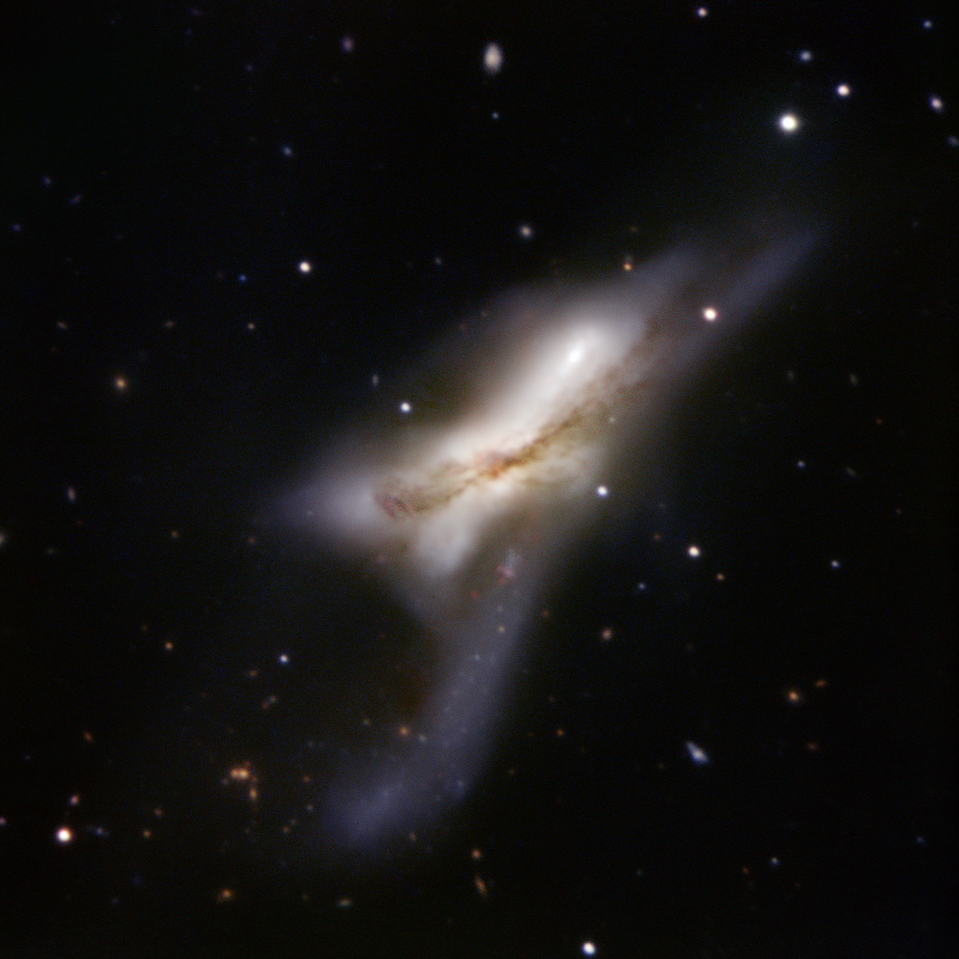
الصورة ملتقطة من قبل ESO.
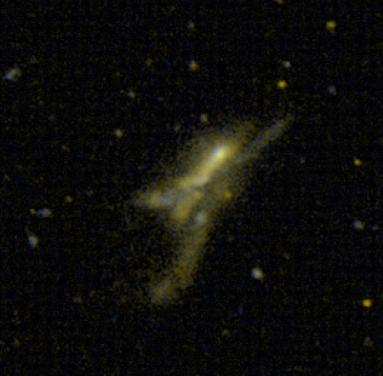
مستكشف تطور المجرات (الأشعة فوق البنفسجية)
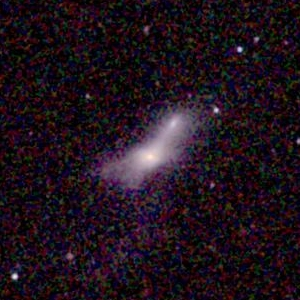
مسح ميكروي ثنائي لكامل السماء (القريبة من الأشعة تحت الحمراء)
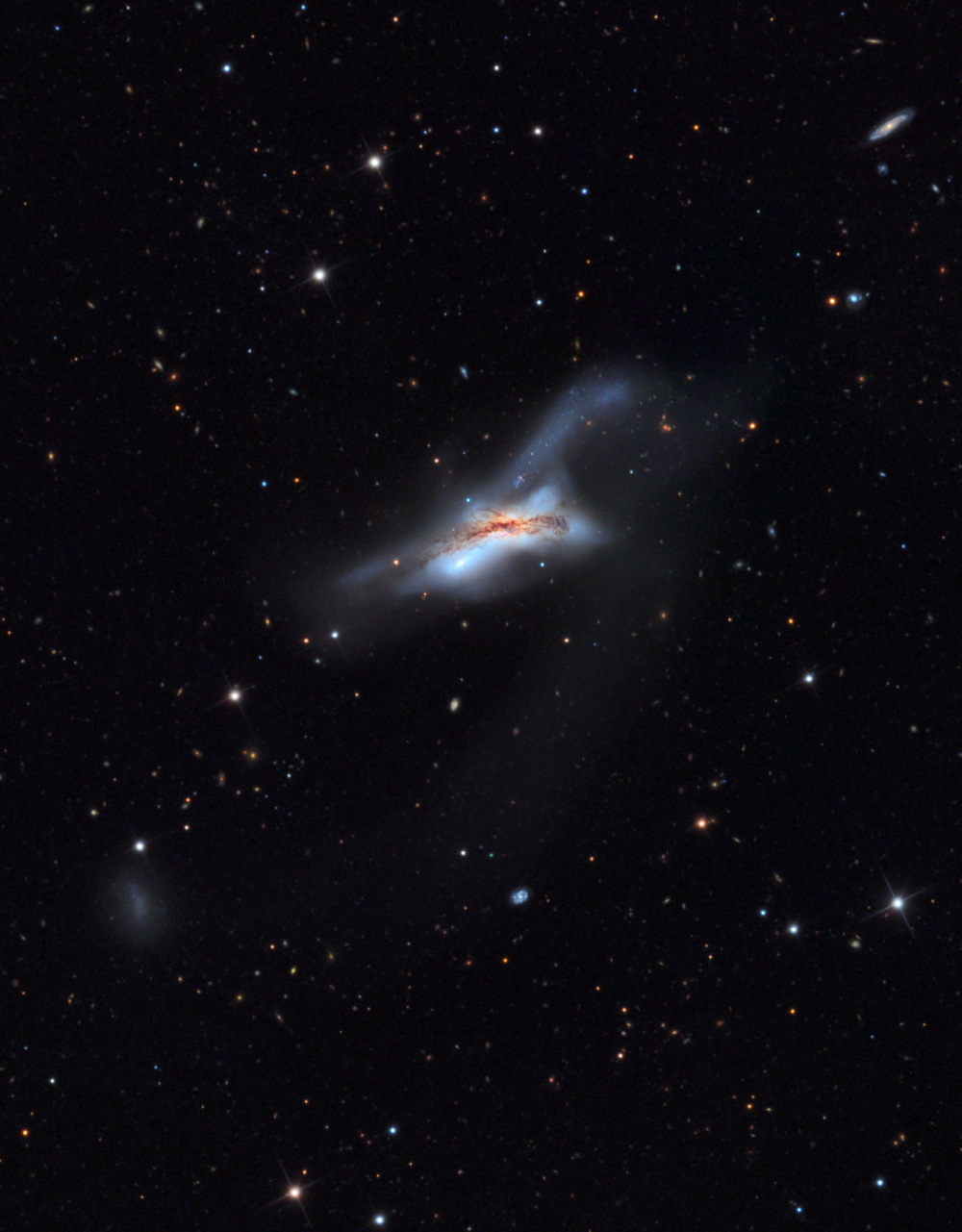
من جبل ليمون سكاي سانتر (نطاق العريض، مرئية)

## اقرأ أيضا
- NGC 4261

## وصلات خارجية
- NGC 520 ، التفاعل زوج من المجرات الحلزونية
- NGC 520 على موقع ويكي سكاي: DSS2, SDSS, GALEX, IRAS, Hydrogen α, X-Ray, Astrophoto, Sky Map, Articles and images